# Мильон, Карел
Карел Лендерт Мильон (нидерл. Karel Leendert Miljon, 17 сентября 1903 — 8 февраля 1984) — нидерландский боксёр, призёр Олимпийских игр и чемпионатов Европы.

## Биография
Родился в 1903 году в Амстердаме. В 1924 году принял участие в Олимпийских играх в Париже, но занял там лишь 17-е место. В 1925 году стал бронзовым призёром чемпионата Европы. На европейском первенстве 1927 года завоевал серебряную медаль. В 1928 году стал обладателем бронзовой медали Олимпийских игр в Амстердаме.